# ブライアン・ベラ
ブライアン・エマヌエル・ベラ・ラミレス（Brayan Emanuel Vera Ramírez , 1999年1月15日 - ）は、コロンビア・アンティオキア県サン・ルイス出身のサッカー選手。メジャーリーグサッカーのレアル・ソルトレイク所属。ポジションはDF。

## クラブ経歴
2017年にカテゴリア・プリメーラBに所属するレオネスFCのトップチームに昇格。翌2018年シーズン終盤の11月5日のパトリシオス・ボヤカ戦でプロデビュー。2019年3月18日のボヤカ・チコFC戦でプロ初ゴールを決めた。
2019年6月13日、USレッチェと2023年までの4年契約を締結した。
2020年10月5日、コゼンツァ・カルチョにレンタル移籍した
2022年3月4日、アメリカ・デ・カリにレンタル移籍した。同年12月19日、完全移籍となった。
2023年2月13日、レアル・ソルトレイクに3年契約で移籍した。

## 代表歴
2019年にチリで開催された2019 南米ユース選手権に、U-20コロンビア代表として出場し、4位入賞に貢献。2019 FIFA U-20ワールドカップにも出場し、ベスト8進出に貢献した。

## 人物
2020年8月26日、PCR検査で新型コロナウイルス（COVID-19）の陽性反応が出たことが発表された。